# Nairi

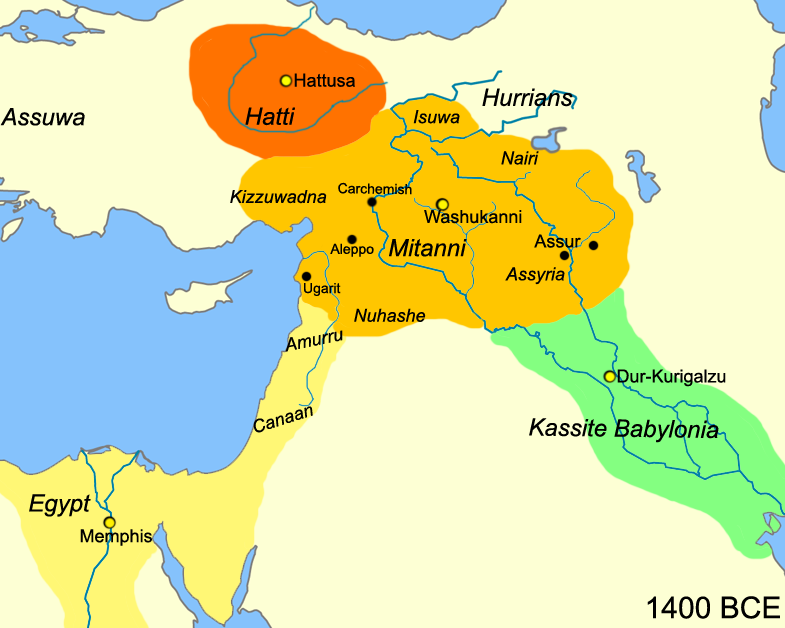
Carte du Proche-Orient vers 1400 avant notre ère.

Nairi ou Naïri est le nom donné à un territoire s'étendant directement à l'ouest du lac de Van et contrôlé par une confédération de tribus durant une période allant du XIIIe au Xe siècle av. J.-C. Ce territoire du Haut-plateau arménien correspond aujourd'hui à la région d'Anatolie orientale (ex-Arménie occidentale), en Turquie (entre Hakari et Dersim).
Le nom même a été réutilisé dans la littérature arménienne, principalement par les poètes, en tant qu'autre nom de l'Arménie.

## Histoire
Les origines de ces tribus sont difficiles à définir mais l'hypothèse la plus probable serait qu'elles descendraient d'une peuplade hourrite, peut-être les descendants de l'ancien royaume du Mittani. Les Égyptiens, pour parler du territoire des Nairi, parlent du Mitanni Nahairi.
Nairi fait son apparition dans l'histoire au XIIIe siècle av. J.-C., avec une première mention par les Assyriens, sous le roi Tukulti-Ninurta Ier. Le pays est de nouveau mentionné au XIIe siècle av. J.-C. à l'occasion de la première d'une série de trois campagnes victorieuses du roi Téglath-Phalasar Ier : celui-ci doit combattre une soixantaine de chefs de Nairi, dont vingt-trois voient leur territoire nommé, de Tummè à Daiaéni.
Le sort ultérieur de Nairi est incertain ; l'hypothèse selon laquelle ses tribus ont fini par se fondre à la population de ce qui allait devenir l'Urartu semble toutefois être la moins improbable. Cette unification de peuples et de nations sur le Haut-plateau arménien servira d'exemple à d'autres peuples voisins. Nairi est d'ailleurs le nom que les rois urartéens donnent à leur royaume dans les inscriptions en assyrien.

## Nairi en littérature
- En 1916, le poète Vahan Térian publie un recueil de poèmes intitulé Yerkir Naïri (Pays Naïri), écrit lors du génocide de 1915.

- En 1920-1921, le poète Yéghiché Tcharents a écrit son Éloge de l'Arménie. Ce poème, l'un des plus fameux de Tcharents, a été maintes fois traduit sans tenir compte de la philologie, du sens même du texte. Il a sans doute été l'un des auteurs majeurs à rêver autour de Naïri. Ce texte, l'un des plus révélateurs, esquisse un lumineux portrait épuré de ce pays mythique où « les filles de Naïri » dansent sous nos yeux. Il dévoile un pays à la fois historique, réel, et en même temps, aux frontières du songe enchanteur qui demeure sans âge, comme le Pays Naïri.

« De ma douce Arménie, j'aime la parole à saveur de soleil,

De notre lyre aux sons de deuil, j'aime la corde aux sanglots,

L'étincelant parfum de nos roses, — pareilles au soleil,

Et des filles de Naïri, j'aime la danse pudique et gracieuse.

J'aime notre ciel obscur, les sources limpides, le lac de lumière,

L'été torride, l'auguste tempête-dragon soufflant de l'hiver,

Les murs noirs de misère de nos maisons perdues dans la nuit,

Et, de nos millénaires cités antiques, — j'aime la pierre.

Où que je sois, je n'oublierai pas nos chants, voix endeuillées,

De nos livres aux lettres forgées, je n'oublierai point la prière,

Que des épées de nos plaies exsangues percent mon cœur,

Orphelin, brûlé de sang, j'aime l'Arménie-ma-bien-aimée !

Pour mon cœur languissant, il n'y a d'autre conte de fée,

Narek, Koutchak ; point d'autre front glorieux, auréolé,

Parcours la Terre : point d'autre blanche cime que l'Ararat —

Chemin d'inaccessible gloire, j'aime le Massis ma montagne. »

— Yéghiché Tcharents, Éloge de l'Arménie, Florilège Tagharan (1920-1922).